# Restore Point
Punto de restauración (en checo: Bod obnovy  es una película de suspenso y ciencia ficción cyberpunk de 2023 dirigida por el director checo Robert Hloz . Es el debut cinematográfico de Hloz. La película fue una coproducción entre Chequia, Eslovaquia, Polonia y Serbia. La película se estrenó durante el Festival Internacional de Cine de Karlovy Vary de 2023. Al estreno asistió el presidente checo , Petr Pavel .

## Trama
Praga en el año 2041. Las personas tienen el derecho constitucional a una vida entera. Cuando alguien muere de forma no natural, la innovadora tecnología de Restore Point lo resucitará, siempre que la persona haya realizado una copia de seguridad de sus datos cerebrales de forma rutinaria cada 48 horas. La instalación es operada por el Instituto de Restauración. La joven detective Emma Trochinowska, también conocida como Em, una aspirante a luminaria de la policía, está tras la pista de un grupo llamado "Río de la Vida" que se está rebelando contra la tecnología de resurrección "antinatural" al alterar la vida civil mediante ataques terroristas. Cuando el científico que desarrolló la tecnología de recuperación, David Kurlstat, y su esposa son asesinados, Em se sorprende de que él, entre todas las personas, no tuviera un punto de recuperación válido para revivirlo.

## Elenco
- Andrea Mohylová como Emma Trochinowska, también conocida como Em
- Matěj Hádek como David Kurlstat
- Václav Neužil como Agente Mansfeld
- Milan Ondrík como Viktor Toffer
- Karel Dobrý como Rohan
- Agáta Kryštůfková como Dra. Petra Legerová
- Katarzyna Zawadzka como Kristina Kurlstatova
- Jan Vlasák como capitán
- Iveta Dušková como Dudková
- Richard Stanke como Richard
- Adam Vacula como Peter Trochinowski
- Jan Jankovský como Jan Zima

## Producción
Dirigida por Robert Hloz. Restore Point es su debut cinematográfico tras los cortometrajes Mlýn, Numbers, Prechodne Vedomi y Liars.  El guion fue escrito por Tomislav Čečka y Zdeněk Jecelín. 

### Reparto y rodaje
El actor checo de teatro, cine y televisión y ganador del Premio León Checo Karel Dobrý, conocido por su papel del villano Matthias en la película Mission: Impossible, de la miniserie de ciencia ficción Children of Dune de Frank Herbert y de la serie de televisión Carnival Row, aparece como Rohan. el director del Instituto Restore Point, mientras que Agáta Kryštůfková fue elegida como su asistente. El actor polaco Tomasz Kot, actor de teatro y cine conocido por películas como The Spur, Cold War - The Latitude of Love, A Perfect Enemy y Leave No Traces, tiene otro papel protagonista. La recién llegada Andrea Mohylová asumió el papel principal femenino, interpretando a Emma Trochinowska, o "Em" para abreviar. Matěj Hádek interpreta al jefe de investigación del instituto, David Kurlstat, que fue asesinado junto con su esposa y cuyo caso Em investiga.  Jan Vlasák interpreta al superior de Em y Václav Neužil aparece como un colega de otro departamento Otros papeles incluyen a Milan Ondrík como un terrorista fugitivo y Lech Dyblik en un papel menor.El rodaje tuvo lugar en la República Checa, Eslovaquia y Polonia. 

### Realización
Restore Point se estrenó el 3 de julio de 2023 en el Festival Internacional de Cine de Karlovy Vary. Al día siguiente comenzaron las proyecciones en el Festival Internacional de Cine Fantástico de Neuchâtel.[10] Se proyectará en el Festival Internacional de Cine Fantasía a finales de julio y principios de agosto de 2023. Está previsto que la película llegue a los cines checos el 21 de septiembre de 2023.La película será distribuida por XYZ Films para mercados extranjeros como Estados Unidos, Canadá, Australia, Alemania o Austria.

## Recepción

### Crítica
La película fue apodada repetidamente por los críticos como el " Blade Runner checo" por su estética ciberpunk retro-futurista.

### Reconocimientos
- Festival Internacional de Cine Fantástico de Neuchâtel 2023
  - Nominación en el concurso internacional[10]